# Margarita Ponomarëva
Margarita Anatol'evna Ponomarëva, nata Chromova (in russo Маргарита Анатольевна Хромова-Пономарёва?; Balqaš, 19 giugno 1963 – San Pietroburgo, 16 settembre 2021), è stata un'ostacolista e velocista sovietica e russa.
Ha detenuto il record mondiale dei 400 metri ostacoli tra il 1984 ed il 1985.

## Biografia
Margarita è nata e cresciuta a Balqaš nella Repubblica Socialista Sovietica Kazaka nell'Unione Sovietica fino al 1980 quando dopo al diploma si è trasferita a Leningrado (attuale San Pietroburgo). Nel 1991 si è laureata con una laurea in biomedicina.
Il 22 giugno 1984 a Kiev ha stabilito, con 53"58 il record mondiale dei 400 metri ostacoli, (prima donna a scendere sotto ai 54 secondi), durato fino al settembre 1985 quando è stato battuto dalla tedesca orientale Sabine Busch. Ha saltato i Giochi Olimpici di Los Angeles per il boicottaggio del blocco sovietico.
Tra il 1985 ed il 1989 ha gareggiato come Margarita Khromova.
Con la dissoluzione dell'Unione Sovietica, ha partecipato con la Squadra unificata ai Giochi Olimpici di Barcellona giungendo sesta nei 400 metri ostacoli.
Nel 1993, con la Russia, ha vinto ai campionati mondiali di Stoccarda la medaglia di bronzo nei 400 metri ostacoli, stabilendo il suo primato personale, e la medaglia d'argento nella staffetta 4x400 metri.
È morta a San Pietroburgo nel settembre 2021 all'età di 58 anni.

## Palmarès
| Anno                                      | Manifestazione  | Sede       | Evento      | Risultato  | Prestazione | Note  |
| ----------------------------------------- | --------------- | ---------- | ----------- | ---------- | ----------- | ----- |
| In rappresentanza dell' Unione Sovietica  |                 |            |             |            |             |       |
| 1981                                      | Europei U20     | Utrecht    | 400 m hs    | Bronzo     | 57"45       |       |
| 1981                                      | Europei U20     | Utrecht    | 4x400 m     | Argento    | 3'31"41     |       |
| 1986                                      | Europei         | Stoccarda  | 400 m hs    | 8ª         | 55"56       |       |
| 1987                                      | Mondiali        | Roma       | 100 m piani | Semifinale | 54"86       | [ 6 ] |
| 1989                                      | Universiadi     | Duisburg   | 400 m hs    | Oro        | 57"03       |       |
| 1989                                      | Universiadi     | Duisburg   | 4x400 m     | Bronzo     | 3'28"60     |       |
| 1990                                      | Europei         | Spalato    | 400 m hs    | 5ª         | 55"22       |       |
| 1991                                      | Mondiali indoor | Siviglia   | 4x400 m     | Argento    | 3'27"95     |       |
| 1991                                      | Mondiali        | Tokyo      | 400 m hs    | 8ª         | 55"27       |       |
| In rappresentanza della Squadra Unificata |                 |            |             |            |             |       |
| 1992                                      | Olimpiade       | Barcellona | 400 m hs    | 6ª         | 54"83       |       |
| In rappresentanza della Russia            |                 |            |             |            |             |       |
| 1993                                      | Mondiali        | Stoccarda  | 400 m hs    | Bronzo     | 53"48       | [ 7 ] |
| 1993                                      | Mondiali        | Stoccarda  | 4x400 m     | Argento    | 3'18"38     | [ 8 ] |

## Campionati nazionali
- 1 volta campionessa nazionale russa dei 400 metri ostacoli (1996)

1996
- Bronzo ai campionati russi indoor (Mosca), 400 m piani - 53"71
- Oro ai campionati russi (San Pietroburgo), 400 m hs - 55"04

## Altre competizioni internazionali
1985
- 6ª alla Coppa del mondo, ( Canberra), 400 m ostacoli - 56"90

1986
- 4ª ai Goodwill Games, ( Mosca), 400 m ostacoli - 55"08

1991
- Oro alla Coppa Europa - ( Francoforte sul Meno), 400 m ostacoli - 54"42
- Oro alla Coppa Europa - ( Francoforte sul Meno), staffetta 4x400 m - 3'21"77
- Bronzo al Weltklasse Zürich ( Zurigo), 400 m ostacoli - 54"08
- 5ª ai Grand Prix Final ( Barcellona), 400 m ostacoli -

1992
- Bronzo all'Herculis - ( Monaco), 400 m ostacoli - 54"31
- Oro al Weltklasse Zürich ( Zurigo), 400 m ostacoli - 53"87
- Oro al Memorial Van Damme ( Bruxelles), 400 m ostacoli - 54"01
- Bronzo alla Coppa del mondo - ( L'Avana), 400 m ostacoli - 56"46
- Argento alla Coppa del mondo - ( L'Avana), staffetta 4x400 m - 3'30"43

1993
- Argento al Weltklasse Zürich ( Zurigo), 400 m ostacoli - 54"32
- Argento all'Herculis - ( Monaco), 400 m ostacoli - 54"87
- 5ª al Memorial Van Damme ( Bruxelles), 400 m ostacoli - 55"85
- 4ª alle Grand Prix Final ( Londra), 400 m ostacoli - 55"09